# 윌리엄 로즈
윌리엄 F. 로즈(William F. Rose, 1909년 9월 16일 ~ 1972년 5월 29일)는 1930년대에서 1940년대에 활동했던 미국의 삽화가이자 영화 포스터 제작자다. 로즈는 대부분의 영화 포스터가 사진보다는 그림을 그린 삽화가 더 많던 시절에 가장 독특한 포스터 제작자 중 한 명으로 인정받고 있다. RKO 픽처스와 다른 스튜디오의 영화 삽화 수십 개를 그렸으며, RKO의 예술 부서에 디자이너 중 한 명으로 있으면서 스튜디오의 미술적인 부분을 올리는데 일조하였다.

## 같이 보기
- 영화 포스터
- RKO 픽처스의 영화 목록